# Politikåret 1845

## Händelser
- 3 mars – Florida blir delstat i USA.[1]
- 4 mars - James K. Polk tillträder som USA:s president.[2]
- 29 december – Texas blir en del av USA.[3]

## Avlidna
- 8 juni – Andrew Jackson, amerikansk militär och politiker, representanthusledamot 1796–1797, senator 1797–1798 och 1823–1825, USA:s president 1829–1837.

### Fotnoter
1. ↑  ”Florida” (på engelska). World Statesmen. http://www.worldstatesmen.org/US_states_F-K.html#Florida. Läst 29 juli 2015.
2. ↑  ”United States of America” (på engelska). World Statesmen. http://www.worldstatesmen.org/United_States.html. Läst 29 juli 2015.
3. ↑  ”Texas” (på engelska). World Statesmen. http://www.worldstatesmen.org/United_States.html#Texas. Läst 29 juli 2015.